# Terry (Montana)
Terry város az USA Montana államában, Prairie megyében, melynek megyeszékhelye is. Lakosainak száma 562 fő (2020. április 1.).

## Népesség
A település népességének változása:

| 2010 | 605 |
| 2020 | 562 |